# Cà Morino

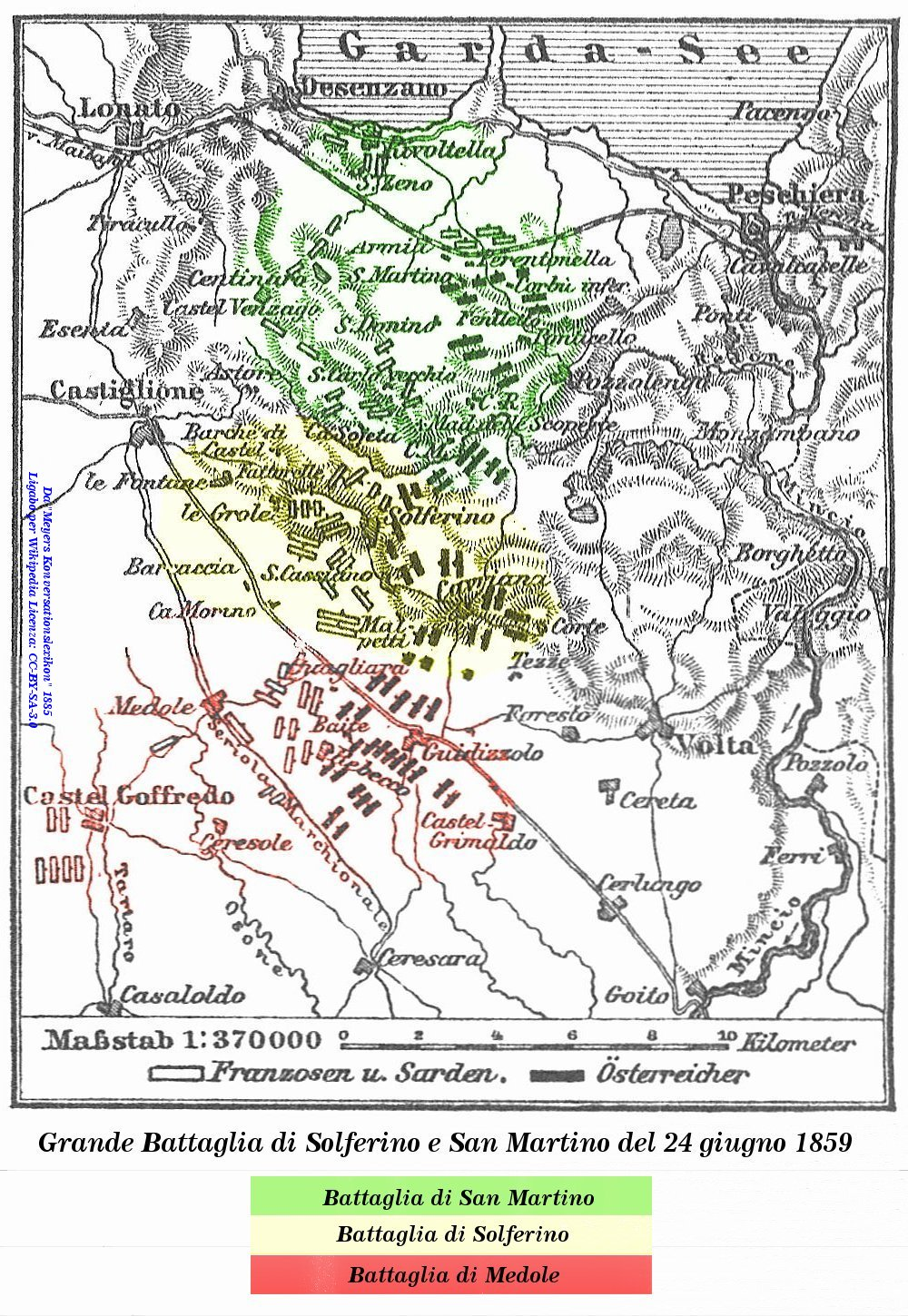
Cartina con gli schieramenti della battaglia di Solferino e San Martino

Cà Morino è una località situata a nord-est di Medole, in provincia di Mantova.

## Storia
La località è passata alla storia per essere stata teatro, il 24 giugno 1859, del preludio della cruenta battaglia di Solferino e San Martino.
Lo scontro durò incessantemente per 15 ore e causò circa 15.000 perdite tra i contrapposti schieramenti. Nel combattimento venne ferito gravemente alla spalla sinistra il generale francese  Charles Auger e fu portato agonizzante nella vicina Castiglione dove venne curato e dove morì dopo alcuni giorni. Per il suo valore venne promosso sul campo al grado di generale di divisione da Napoleone III in persona.
Sul luogo del combattimento nel 1872 venne eretto a ricordo il monumento ai caduti francesi.